# Cantón de Cazères
El cantón de Cazères es una división administrativa francesa, situada en el departamento de Alto Garona y la región de Mediodía-Pirineos.

## Composición
El cantón de Cazères incluye dieciséis comunas:
- Cazères
- Martres-Tolosane
- Boussens
- Mondavezan
- Palaminy
- Couladère
- Le Plan
- Saint-Michel
- Sana
- Francon
- Montberaud
- Mauran
- Marignac-Laspeyres
- Plagne
- Montclar-de-Comminges
- Lescuns